# Асоціація класичних університетів Росії
Асоціація класичних університетів Росії  — некомерційна організація, що об'єднує на добровільних засадах класичні університети Росії. У складі 41 університету.
- Голова асоціації — Віктор Антонович Садовничий, ректор МДУ.
- Заступник — Людмила Олексіївна Вербицька, президент СПбДУ
- Генеральний секретар — Котлобовський Ігор Борисович — проректор МДУ

## Члени-засновники АКУРА
- Алтайський державний університет
- Башкирський державний університет
- Волгоградський державний університет
- Воронезький державний університет
- Дагестанський державний університет
- Іркутський державний університет
- Кабардино-Балкарський державний університет імені Х. М. Бербекова
- Казанський державний університет
- Кемеровський державний університет
- Красноярський державний університет
- Кубанський державний університет
- Московський державний університет імені М. В. Ломоносова
- Нижньогородський державний університет імені М. І. Лобачевського
- Новосибірський державний університет
- Пермський державний університет
- Петрозаводський державний університет
- Ростовський державний університет
- Санкт-Петербурзький державний університет
- Саратовський державний університет імені М. Г. Чернишевського
- Томський державний університет
- Удмуртський державний університет
- Уральський державний університет імені О. М. Горького (12 травня 2011 року припинив своє існування)
- Челябінський державний університет
- Чуваський державний університет імені І. М. Ульянова

### Члени
- Балтійський федеральний університет імені Іммануїла Канта
- Білгородський державний університет
- Брянський державний університет імені академіка І. Г. Петровського
- Вища школа економіки
- Далекосхідний федеральний університет
- Іванівський державний університет
- Інгушський державний університет
- Калмицький державний університет
- Костромський державний університет імені М. О. Некрасова
- Марійський державний університет
- Мордовський державний університет імені М. П. Огарьова
- Новгородський державний університет імені Ярослава Мудрого
- Омський державний університет імені Ф. М. Достоєвського
- Оренбурзький державний університет
- Орловський державний університет
- Північний (Арктичний) федеральний університет
- Північно-Кавказький федеральний університет
- Північно-Східний федеральний університет
- Російський університет дружби народів
- Самарський державний університет
- Сибірський федеральний університет
- Ставропольський державний університет
- Тверський державний університет
- Ульяновський державний університет
- Уральський федеральний університет
- Ярославський державний університет імені П. Г. Демидова